# Ivailo de Bulgaria
Ivailo, también transliterado Ivaylo (en búlgaro: Ивайло) (siglo XIII-1281) apodado Bardokva (en búlgaro «rábano» o «lechuga») o Lakhanas (en griego Λαχανᾶς, «col»), fue un cabecilla rebelde y zar de Bulgaria. En 1277, encabezó una rebelión campesina y obligó a los nobles a que le aceptaran como emperador. Reinó como tal desde 1278 hasta 1279, logrando victorias contra los bizantinos y los mongoles; sin embargo, acosado por enemigos y frente a la oposición de la nobleza búlgara, se vio forzado a exiliarse entre los mongoles y fue asesinado poco después.

## Reinado

Bulgaria en la segunda mitad del siglo. En color oscuro aparecen los territorios sometidos por Ivailo.

Ivailo era un plebeyo que vivía humildemente y criaba cerdos para sobrevivir. Se imaginó a sí mismo capaz de realizar grandes hazañas y librar a Bulgaria de sus problemas, incluyendo sobre todo las frecuentes incursiones de los mongoles de la Horda de Oro de Nogai Kan. En 1277, Ivailo pasó a la acción y acaudilló a los descontentos. Entre sus colaboradores más estrechos estaba Hranislav, uno de los jefes militares que luego entró al servicio de los bizantinos después de ser capturado por estos. Un intento de someter a Ivailo por el monarca búlgaro Constantino I terminó en fracaso, y a Ivailo mismo se le atribuye la muerte del emperador en su carruaje. Aunque Ivailo fue capaz de extender su autoridad por gran parte del país, también encontró resistencia, y la capital Tarnovo permaneció bajo el control del legítimo emperador Miguel Tij y de su madre, María Cantacucena.
Los éxitos de Ivailo preocuparon al emperador bizantino Miguel VIII Paleólogo, quien en un primer momento decidió neutralizar el peligro que suponía mediante la búsqueda de una alianza con el rebelde y el ofrecimiento de su hija como esposa. Después, Miguel VIII cambió de plan, casó a su hija mayor Irene con Iván Asen III, descendiente de la dinastía gobernante de Bulgaria que vivía en la corte bizantina, y envió tropas para ponerlo en el trono.
Esto suscitó que Ivailo y María Cantacucena sellasen un pacto: Ivailo se casó con la emperatriz viuda y fue reconocido como emperador búlgaro en 1278, sin deponer o desheredar al menor Miguel Tij. Aunque Ivailo demostró ser un marido abusivo, dirigió la exitosa defensa de los pasos de los Balcanes de las campañas bizantinas para imponer a Iván Asen III en Bulgaria. También había vencido a las ocasionales incursiones de los mongoles; sin embargo, un gran ejército mongol le bloqueó en la fortaleza de Drastar (Silistra) junto al Danubio durante tres meses en 1279. El rumor de la muerte de Ivailo causó pánico en Tarnovo, donde la nobleza se entregó a un nuevo ejército bizantino y aceptó a Iván Asen III como emperador. Este fue entronizado, mientras que María Cantacucena y Miguel Tij fueron enviados al exilio en Bizancio.
Poco después de esto, todavía en 1279, Ivailo apareció repentinamente ante Tarnovo con un ejército, pero no pudo tomar la bien fortificada ciudad. Sin embargo, derrotó a una gran fuerza de bizantina de auxilio en la batalla de Devina y a otro contingente de cinco mil soldados en los pasos de los Balcanes. Sin esperanza de encontrar ayuda, Iván Asen III abandonó Tarnovo en 1280, mientras que su cuñado Jorge Terter se apoderaba del trono. El nuevo gobernante unió temporalmente a la fatua aristocracia, e Ivailo fue perdiendo apoyo. En 1280 o 1281, viajó a la corte de los mongoles de Nogai Kan, aceptó su autoridad y buscó su apoyo para recuperar su trono. Pero Nogai fue convencido por el rival de Ivailo, Iván Asen III, quien buscaba su propia restauración, para que lo apoyase a él. Finalmente Nogai asesinó a Ivailo, prefiriendo respaldar las pretensiones de su cuñado Iván Asen III al trono búlgaro (tanto Nogai como Iván Asen III se casaron con hijas de Miguel VIII del Imperio bizantino).
La rebelión de Ivailo ha sido aclamada como la primera gran revuelta campesina en la historia europea por los historiadores marxistas. Si bien los problemas de las condiciones sociales en la década de 1270 sin duda contribuyeron a la rebelión, la ascensión al poder de Ivailo se asemeja más a una reacción nacionalista como la que encabezó (aunque con la religión como inspiración) Juana de Arco. Al igual que otros líderes carismáticos, Ivailo pervivió en la imaginación popular y surgieron pseudo-Ivailos (en su mayoría en territorio bizantino) en el siglo XIII y finales del XIV.